# Брегова отбрана
Брегова отбрана – съвкупност на сили и средства флота с фортификационни укрепления и системи за противодесантни и противовъздушни съоръжения, предназначени за защита на военноморски бази, пристанища и важни крайбрежни райони.
Основно средство на бреговата отбрана до средата на 20 век е артилерията, използвани са картечно-артилерийски и стрелкови съединения и части, морска пехота, зенитна артилерия, кораби и катери за крайбрежни действия, различни фортификационни съоръжения.